# Sá Tổng
Sá Tổng (đôi khi cũng được viết là Xá Tổng) là một xã thuộc huyện Mường Chà, tỉnh Điện Biên, Việt Nam.

## Địa lý
Xã Sá Tổng có vị trí địa lý:
- Phía đông giáp huyện Tủa Chùa
- Phía tây giáp thị xã Mường Lay
- Phía nam giáp xã Hừa Ngài và xã Pa Ham
- Phía bắc giáp tỉnh Lai Châu.

Xã Sá Tổng có diện tích 110 km², dân số năm 2022 là 5.799 người, mật độ dân số đạt 52 người/km².

## Hành chính
Xã Sá Tổng được chia thành 9 bản: Dế Da, Đề Dê, Háng Mùa Lừ, Phi Hai, Sá Ninh, Sá Tổng, Trung Ghênh, Xà Phìn I, Xà Phìn II.

## Lịch sử
Ngày 2 tháng 1 năm 2004, Chính phủ ban hành Nghị định số 01/2004/NĐ-CP về việc sáp nhập bản Thành Chử của xã Xá Tổng với 813 ha diện tích tự nhiên và 328 nhân khẩu vào xã Tủa Sín Chải thuộc huyện Sìn Hồ.
Ngày 6 tháng 12 năm 2019, HĐND tỉnh Điện Biên ban hành Nghị quyết số 148/NQ-HĐND về việc sáp nhập bản Háng Lìa vào bản Sá Ninh.